# Wizart Animation
Wizart Animation es un estudio ruso de cine, cortometrajes y televisión de animación con sede en Vorónezh. El estudio se especializa en la producción de largometrajes de animación, programas de televisión y su distribución y promoción en el mercado nacional e internacional. El estudio se formó en 2007 a partir de una empresa especializada en desarrollo de software, multimedia y localización de software. Ha estado operando bajo la marca Wizart Animation desde 2012.
Partiendo de un estudio de animación independiente, actualmente Wizart Animation está produciendo contenido profesionalmente para la industria del cine. Wizart Animation es conocido por sus largometrajes animados. Las películas del estudio se han distinguido por sus adaptaciones animadas del género de los cuentos de hadas.
La principal técnica artística de la compañía es la animación CGI que se utiliza para su serie insignia, The Snow Queen. Las películas de la serie le dieron al estudio la entrada en la industria cinematográfica que ha sido notada recientemente por la industria de la animación. Su proyecto más reciente fue la película animada de Netflix Secret Magic Control Agency, estrenada el 25 de marzo de 2021.

## Historia

### Historia temprana
El estudio fue fundado en 2007 en Vorónezh, Rusia por un grupo de artistas de la industria de los juegos de computadora y la tecnología de la información. Su experiencia les permitió lanzar un nuevo tipo de estudio de animación por computadora que involucra a animadores de diferentes ciudades de Rusia. En 2011, Wizart Animation creó un nuevo departamento comercial para promover y vender contenido de animación en los mercados ruso e internacional. Su visión era una instalación de producción para producir largometrajes animados y series animadas familiares de clase mundial, así como ventas internacionales y un departamento de marketing. Hasta 2012, el estudio operó bajo el nombre de InlayFilm con el sitio de producción principal del estudio ubicado en Vorónezh y algunas divisiones ubicadas en Moscú. El 6 de febrero de 2012, InlayFilm cambió su nombre a Wizart Animation.
El nuevo estudio independiente Wizart Animation estuvo dirigido por Vladimir Nikolaev como productor general y Yuri Moskvin como director ejecutivo. Vladimir Nikolaev presentó las películas de la compañía en eventos como el 17.º Festival Abierto de Cine de Comedia Ruso celebrado en el Óblast de Tula. Yuri Moskvin incorporó su compañía de juegos de PC Russobit-M de 1999 a InlayFilm para un nuevo perfil conjunto. La empresa creó una infusión de conocimiento del juego que finalmente cambió la trayectoria del estudio en una casa de animación. Moskvin fue el principal productor de la primera franquicia del estudio, The Snow Queen . Moskvin también participó en la firma de una alianza de medios de 2018 para Wizart en el Foro Económico del Este en Vladivostok. Las personas clave de Wizart Animation incluyen a Diana Yurinova, jefa de distribución internacional. Yurinova jugó un papel decisivo en la venta de las películas del estudio a mercados internacionales de alta competencia como los de China. Olga Sinelshchikova, fue directora de desarrollo comercial de Wizart Animation. Sinelshchikova también es vicepresidenta ejecutiva de Russian World Studios. Para Wizart Animation, Sinelshchikova fue vital como gerente comercial en las distribuciones de AFM The Snow Queen de 2011. Anna Pokorskaya, como gerente de distribución internacional, negoció acuerdos para las secuelas de The Snow Queenserie. Presentaron las películas en mercados de venta internacionales como los Festival de Cannes y el Festival Internacional de Cine de Toronto.
En Animation Summit, Wizart Animation reveló que la animación en Rusia se está desarrollando en la dirección correcta. Se presentaron algunos logros. En cuanto a la distribución, su película se ha distribuido a Corea del Sur, Brasil, Turquía, Medio Oriente y República Checa para un total de 140 países diferentes alrededor del mundo. Sus películas son seleccionadas en más de cuarenta festivales de renombre internacional.

### Debut
Los animadores notaron que el género de los cuentos de hadas con su mundo mágico y sus aventuras era ideal para las adaptaciones de películas animadas. Exploraron el concepto de adaptar La reina de las nieves de Hans Christian Andersen. El primer proyecto de Wizart Animation, La reina de las nieves, una película de aventuras de fantasía animada por computadora en 3D coproducida con Bazelevs e InlayFilm, estaba lista para su estreno en 2012. Wizart Animation planeó la película desde 2007.
La película tuvo un estreno nacional relativamente fácil el 31 de diciembre de 2012. Sin embargo, el estreno internacional fue complicado debido a que la industria de animación rusa se encontraba en etapas iniciales de desarrollo desde la década de 1990. Wizart Animation exploró el concepto de presentar The Snow Queen para el próximo AFM (American Film Market). Creían que la película tiene todos los materiales adecuados para un estreno internacional.
El concepto inicial del estudio de paquete nacional e internacional se hizo realidad cuando la película recibió comentarios positivos de compradores de más de veinte países en la AFM. La película también encontró el atractivo de los distribuidores en el 67.º Festival Internacional de Cine de Cannes en Francia. Las personas clave que hicieron posible la realización del proyecto fueron la Directora de Desarrollo Comercial Olga Sinelshchikova y el director Timur Bekmambetov. Fueron útiles en el desarrollo de la compañía de animación basada en un nuevo concepto novedoso durante ese período de tiempo que se basa en la vía de desarrollo internacional. La película se convirtió en la ganadora del Festival de Cine Juvenil de Moscú "Reflexión" en la categoría "Mejor Película de Animación". Críticos como La revisión de Annecy señaló que la película fue una empresa exitosa a pesar de que su presupuesto era del 5% del presupuesto de Disney. También notaron que era una adaptación más fiel del cuento de hadas de Andersen que las otras adaptaciones modernas.
El 29 de enero de 2013, unas semanas después del lanzamiento, la Universidad Estatal de Vorónezh se asoció con Wizart Animation para abrir un departamento de animación en la universidad. La asociación pretendía ser una base de capacitación para los futuros empleados del estudio de animación. El productor de cine Sergey Selyanov visitó el estudio durante 2013. En una conferencia en el ayuntamiento con el gobernador Alexei Gordeev, Selyanov comentó que Vorónezh está desarrollando animación nacional y, en muy poco tiempo, Wizart Animation pudo convertirse en una película de alta tecnología de buena reputación. empresa de la industria comparable a sus pares en San Petersburgo. Entre los diez centros de producción y compañías cinematográficas con mayor recaudación en Rusia en la primera mitad de 2013, Wizart Animation ocupó el décimo lugar. Kommersant creía que la película La Reina de las Nieves era parte de un movimiento de la industria creativa que inauguró una nueva era en la animación rusa.

### Secuelas
En 2014, la primera película de Wizart Animation siguió con la secuela, The Snow Queen 2: The Snow King. Bazelevs produjo la secuela y la película fue bien recibida tanto a nivel nacional como internacional. La secuela hizo que la primera serie animada del estudio se viera oficialmente en más de 130 países con una taquilla internacional total de 30 millones de dólares.
La primera película original del estudio, Sheep and Wolves, se estrenó en los cines rusos el 28 de abril de 2016. Dirigida por Andrey Galat y Maxim Volkov, fue una de las películas más esperadas de 2016. La película se estrenó más tarde a nivel internacional. Los críticos han notado las referencias cómicas de la película de aventuras y fantasía a otras películas. En 2016, Wizart Animation renovó su equipo de marketing coincidiendo con sus objetivos principales de promover su marca a través de publicidad en los mercados nacionales e internacionales.
Wizart Animation continuó con su récord de producir secuelas de la serie The Snow Queen . En 2016, se lanzó The Snow Queen 3: Fire and Ice. El trequel se convirtió en un gran acontecimiento. En el momento de su estreno, la película se convirtió en la película rusa más taquillera en la taquilla extranjera. La película fortaleció los lazos comerciales entre Rusia y China, ya que se firmó un acuerdo trilateral en el Centro de Exportación de Rusia para promover la animación rusa en el extranjero. Wizart Animation es uno de los principales clientes de REC. El objetivo del instituto de desarrollo es apoyar y canalizar la exportación de productos audiovisuales rusos a los mercados nacionales e internacionales.
La serie Snow Queen fue una de las producciones cinematográficas que representó a la industria creativa rusa a fines de la década de 2010. Durante esta década, la industria de la animación fue uno de los principales brazos creativos de la industria cinematográfica rusa. Era uno de los sectores de más rápido crecimiento de la economía rusa y estaba siendo reconocido como parte de las industrias creativas internacionales. Wizart Animation revivió un clásico soviético al presentar un cortometraje, Kitten from Lizyukov Street 2 en 2018. El largometraje es un tributo a la película original de la Unión Soviética del mismo nombre y ha sido reconocido con premios internacionales. El cuarto acompañamiento de la franquicia The Snow Queen: Mirrorlands se estrenó el 1 de enero de 2019. Por primera vez en la historia de la animación rusa, una película fue codirigida por un animador de Hollywood, Robert Lence. La película fue recibida en América del Norte a través de la televisión por cable y plataformas digitales globales en diciembre de 2020.
Wizart Animation se ha hecho notar por renovar un cuento de hadas del siglo XIX, La reina de las nieves , en formato animado. Los críticos de cine ven al estudio como uno de los estudios de animación con mayor potencial de Europa. Hoy, la tetralogía animada de La Reina de las Nieves ha logrado ser lanzada a más de ciento cincuenta países y ha sido traducida a treinta idiomas. El 24 de enero de 2019, se lanzó la secuela de Sheep and Wolves titulada Sheep and Wolves: Pig Deal. El análisis financiero se ha aproximado a un total de $ 100 millones brutos en todo el mundo que incluyen la generación de ingresos secundarios de las dos franquicias The Snow Queeny y Sheep and Wolves antes del presupuesto.
Las marcas The Snow Queen y Sheep and Wolves han establecido nuevos récords para el estudio de animación. Las áreas que alguna vez fueron inaccesibles para la industria cinematográfica rusa ahora se están abriendo, como los territorios franceses. Wizart Animation se ha colocado en el catálogo TOP 25 Animation Companies to Watch compilado por Animation Magazine. El productor Yuri Moskvin señaló que el presupuesto de producción promedio para películas animadas independientes en el mundo es de aproximadamente $ 20 millones, más de $ 80 millones en América del Norte y $5-6 millones para producciones de Wizart Animation.
El estudio de animación decidió adaptar el clásico cuento de hadas de 1812 Hansel y Gretel a las pantallas de cine. El recuento animado de cuentos de hadas Secret Magic Control Agency se estrenó el 18 de marzo de 2021 en Rusia. Netflix adquirió los derechos globales de la película y la lanzó como la primera animación rusa original de Netflix el 25 de marzo de 2021. La película estableció varios récords de transmisión. Se convirtió en el primer proyecto ruso en encabezar las listas de audiencia global de una plataforma VOD internacional; la película más vista en Netflix durante dos días consecutivos a principios de abril de 2021 y la segunda en el ranking de transmisión de Nielsen para la semana del 29 de marzo al 4 de abril de 2021.

### Próximas películas
Actualmente se encuentran en producción las series de televisión animadas: Yoko y The Tales of Wonder Keepers. Los largometrajes de animación en la década de 2020 que están en producción incluyen The Warrior Princess , que se basa en el género de los cuentos de hadas. La película se estrenará en 2022. La protagonista se enmarca como una exuberante heroína guerrera que desafía la jerarquía social. La historia se basa en un cuento de hadas tradicional que será narrado en un lenguaje global.
La quinta película de la franquicia The Snow Queen titulada The Snow Queen & the Princess ha estado en preproducción desde 2019. La película se considera una continuación de The Mirrorlands . Con el apoyo de Fundación Cinematográfica de Rusia, Wizart Animation utilizará un software propietario e introducirá un nuevo personaje, Ila. La película tiene una fecha de estreno prevista para 2022.

## Escuela de Wizart Animation
Se llevó a cabo una reunión entre la administración de la Universidad Estatal de Vorónezh (VSU) con representantes del estudio Wizart Animation en diciembre de 2012 cuando La Reina de las Nieves estaba lista para debutar en Rusia. El productor general Vladimir Nikolaev señaló que al estudio le faltaba talento. El estudio buscó ayuda de la universidad. Con el apoyo de la región de Vorónezh y el gobernador Alexey Gordeev, se estableció el primer peldaño hacia la "Escuela de Animación Wizart".
La colaboración garantizaría que una industria de la animación que alguna vez fue próspera durante la Unión Soviética ahora reviva en la era moderna a través de la capacitación independiente de especialistas en animación. La escuela está dirigida por el director de animación Alexander Dorogov. La Escuela de Animación Wizart fue el primer curso universitario estatal patrocinado de forma privada en Rusia sobre gráficos por computadora y animación.

## Largometrajes

### Tradiciones
El principal objetivo de Wizart Animation es desarrollar, producir y distribuir aventuras, comedias y medios animados familiares de alta calidad que combinen tecnologías innovadoras de estereoscopia, animación CGI con animación tradicional. La audiencia principal de sus historias son los niños e incluso los adultos que tienen contenido familiar. Vladimir Nikolaev, productor general de Wizart Animation, explica que el estudio de animación siempre trató de hacer que sus funciones fueran aceptadas en la comunidad mundial de animación: “Desde el principio, nuestro objetivo ha sido crear funciones comerciales de animación que un espectador de cualquier país encontrará interesante".
Las historias que desarrollan narran temas positivos como creer en los milagros y la familia. El portafolio de la compañía contiene proyectos de animación en varias etapas de producción. Wizart Animation ofreció información sobre el concepto de distribución de películas rusas en los mercados internacionales, que era una tendencia relativamente nueva en la industria cinematográfica rusa a principios de la década de 2010. El estudio notó que desde sus días de inicio se fueron al extranjero a comercializar la mercancía de su juego.
Durante el desarrollo de la animación de The Snow Queen, así como de Sheep and Wolves, se observa que el estudio tiene más de 14 a 17 departamentos con doscientos empleados de áreas como animadores 2D y 3D, ingenieros de iluminación, camarógrafos, ingenieros de sonido con el uso clásico estándar. de pizarras, papel, lápices, que aún forman la base de gran parte de su trabajo. Por lo general, se tarda unos dos años en hacer una película con los dibujos creados primero en forma de imagen. Luego los dibujos se renderizan en 3D. Wizart Animation continúa la tradición de la animación de la ciudad de Vorónezh, desde el debut de la animación de la ciudad en 1988 cuando el director Vyacheslav Kotyonochkin estrenó la caricatura  The Kitten from Lizyukov Street. Aleksei Tsitsilin, uno de los principales directores de Vorónezh, señaló que el empleo en la ciudad tiene sus propias ventajas, como precios más adecuados en el mercado laboral y un nivel general de facilidad y simplicidad. El equipo del estudio es una colaboración cordial basada en la comunidad.
Wizart Animation innovó su software al crear un sistema en la nube para la cuarta parte de la serie The Snow Queen. En 2019, Wizart presentó una tecnología de animación única: un sistema operativo de efectos especiales creado para la configuración facial y esquelética. La aplicación oficial de la primera versión del sistema se utilizó para la película Secret Magic Control Agency de 2021. La película también marcó la primera película animada tridimensional filmada en Rusia en la que la iluminación 3D se llevó a cabo en el propio editor 3D del estudio.

### Premios y aclamaciones
Los trabajos del estudio han sido reconocidos por el Festival Internacional de Cine de Animación de Annecy (1 nominación), Asia Pacific Screen Awards (2 nominaciones), Golden Eagle Award (1 nominación), Golden Unicorn Award (1 nominación, 2 victorias), Premio Nika (1 nominación), Festival Internacional de Cine de Gijón (1 nominación), Suzdalfest (2 nominaciones, 3 victorias), Festival de Cine Independiente de Praga (2 victorias).

## Filmografía

### Películas

#### Estrenadas
| N.º | Título                          | Fecha de lanzamiento     |
| --- | ------------------------------- | ------------------------ |
| 1   | The Snow Queen                  | 31 de diciembre de 2012  |
| 2   | The Snow Queen 2: The Snow King | 1 de enero de 2015       |
| 3   | Yoko and His Friends            | 13 de septiembre de 2015 |
| 4   | Sheep and Wolves                | 28 de abril de 2016      |
| 5   | The Snow Queen 3: Fire and Ice  | 29 de diciembre de 2016  |
| 6   | The Snow Queen 4: Mirrorlands   | 1 de enero de 2019       |
| 7   | Sheep and Wolves 2: Pig Deal    | 29 de enero de 2019      |
| 8   | Secret Magic Control Agency     | 18 de marzo de 2021      |

#### Por estrenar
| N.º | Título                        | Fecha de lanzamiento                            |
| --- | ----------------------------- | ----------------------------------------------- |
| 9   | The Snow Queen & the Princess | Jamás se estrenó en la fecha establecida (2022) |
| 10  | The Warrior Princess          | Jamás se estrenó en la fecha establecida (2022) |
| 11  | The Sleeping Beauty Case      | TBA                                             |

### Cortometrajes
| N.º | Título                             | Fecha de lanzamiento |
| --- | ---------------------------------- | -------------------- |
| 1   | The Kitten from Lizyukov Street 2  | 2017                 |
| 2   | Magic Book                         | 2018                 |
| 3   | Kitten from Admiralteyskaya Square | 0                    |

### Series de televisión
| N.º | Título                      | Fecha de lanzamiento    |
| --- | --------------------------- | ----------------------- |
| 1   | Yoko                        | 13 de noviembre de 2016 |
| 2   | The Tales of Wonder Keepers | 25 de octubre de 2019   |

### Pilotos de televisión
| Título         | Año           | Notas                                            |
| -------------- | ------------- | ------------------------------------------------ |
| Magic Book     | 2018          | Piloto de televisión no producido                |
| Tin's Firebots | 2020          | Presentado a los Días de Producción de Animación |
| In My Backpack | Por confirmar |                                                  |